# Ридер (Казахстан)
Ридер (1941 - 2002 - Лениногорск) је град регионалне потчињености у источно-казахстанском региону Казахстана. Други град по броју становника у региону.

## Физиографске карактеристике
Налази се на Рудном Алтају у планинском басену у подножју Ивановског ланца, у горњем току реке Улбе (притока Иртиша). Надморска висина у различитим деловима града креће се од 700 до 800 метара надморске висине.
Град је крајња тачка европске руте Е40 и крајњи источни крак казахстанских железница (станица Лениногорск).
Клима Ридера је умерено континентална са средњим контрастом, са израженим утицајем надморске висине. Зима је прилично дуга, хладна, са обилним снежним покривачем; Лето је прилично кратко и није вруће, са честим кишама, најтоплији месец је јул. Нема изражене сезоне падавина, релативна влажност ваздуха варира од 50-60% у рану јесен до 85-90% у рано пролеће.
У околини Ридера протиче неколико планинских река: Тихаја, Филипповка, Громотуха, Биструкха, Журавликха, Шаравка. Упркос близини металуршких постројења и њиховом снажном потенцијалу загађивања, вода из ових река добија константно високе оцене за своје пиће и квалитет укуса.

## Историја
За време владавине царице Катарине II откривена су лежишта руда метала на територији Рудног Алтаја. Године 1786. група геолога, предвођена рударским инжењером Филипом Ридером, открила је налазиште полиметалних руда у горњем току реке Улбе и основала рудник под називом Ридерски.
Скоро 70 година касније, 1859. године (први попис становништва на локалитету), у рударском селу Ридерск је живело око 3,5 хиљаде људи, од чега су 70% били сељаци из околних села распоређени на рударске радове у рудницима, остали су били осуђеници, казнени и цивилни радници, војници рудничке власти.
Услед укидања кметства становништво села нагло се смањило; крајем 19. века број радника кретао се од свега 600 до 1200 људи. Након проглашења царске наредбе 29. марта 1893. о затварању рудника и фабрика Алтаја и поновном опремању њихових производних погона за пилане, свињску маст, кожаре, млинове брашна и друга предузећа, Ридерск се постепено претворио у досадну, забачену, тајгу залеђa. Само су неки од радника наставили да траже злато. Године 1897. у Ридерску је живело 3.823 људи у 720 домаћинстава.
Године 1903. предузећа Ридер су дата у закуп аустријској компанији Турн унд Такис. Услед смањења посла радници су напустили село; 1907. године од 720 домаћинстава остало је само 468.
Царска влада је 16. новембра 1911. године раскинула уговор са компанијом Турн унд Такис и пренела рудник бившем министру трговине М. М. Федорову, који је основао Друштво руске рударске комисије, које је заузврат дало рудник у закуп акционарском друштву Л. Уркухарт.
11. маја 1918. године донета је резолуција Савета народних комесара РСФСР о национализацији Ридерског акционарског друштва.
У августу 1920. године село Ридерскоје, као део Ридерске волости, прелази из Змејногорског округа у Уст-Каменогорски округ.
Село Ридер је 26. фебруара 1927. године претворено у радничко насеље Ридер.
Дана 17. јануара 1928. Ридер је постао административни центар новоформираног округа Ридер.
27. децембра 1931. године Ридерски округ је укинут, Ридер је издвојен у самосталну административно-територијалну јединицу.
Указом Президијума Врховног савета Казахстанске ССР од 16. октобра 1939. године Александровски и Орловски сеоски савети су пребачени из приградске зоне града Ридера у новоформирани Верх-Убински округ.
Указом Президијума Врховног савета Казахстанске ССР од 19. априла 1940. године, орловски сеоски савет је пренет из Верх-Убинског округа у град Ридер.
6. фебруара 1941. године град Ридер је преименован у Лениногорск.
После Великог отаџбинског рата у граду је био смештен логор немачких ратних заробљеника број 347 од 30.000.
Указом Президијума Врховног савета Казахстанске ССР од 30. априла 1960. године, село Првог округа Улбастројевског савета укључено је у градску границу града Лениногорска.
Дана 28. јуна 2002. године, указом председника Казахстана, „узимајући у обзир мишљење локалних представничких и извршних органа региона Источног Казахстана“, историјско име Ридер враћено је граду Лениногорску. 